# Space Expo Noordwijk

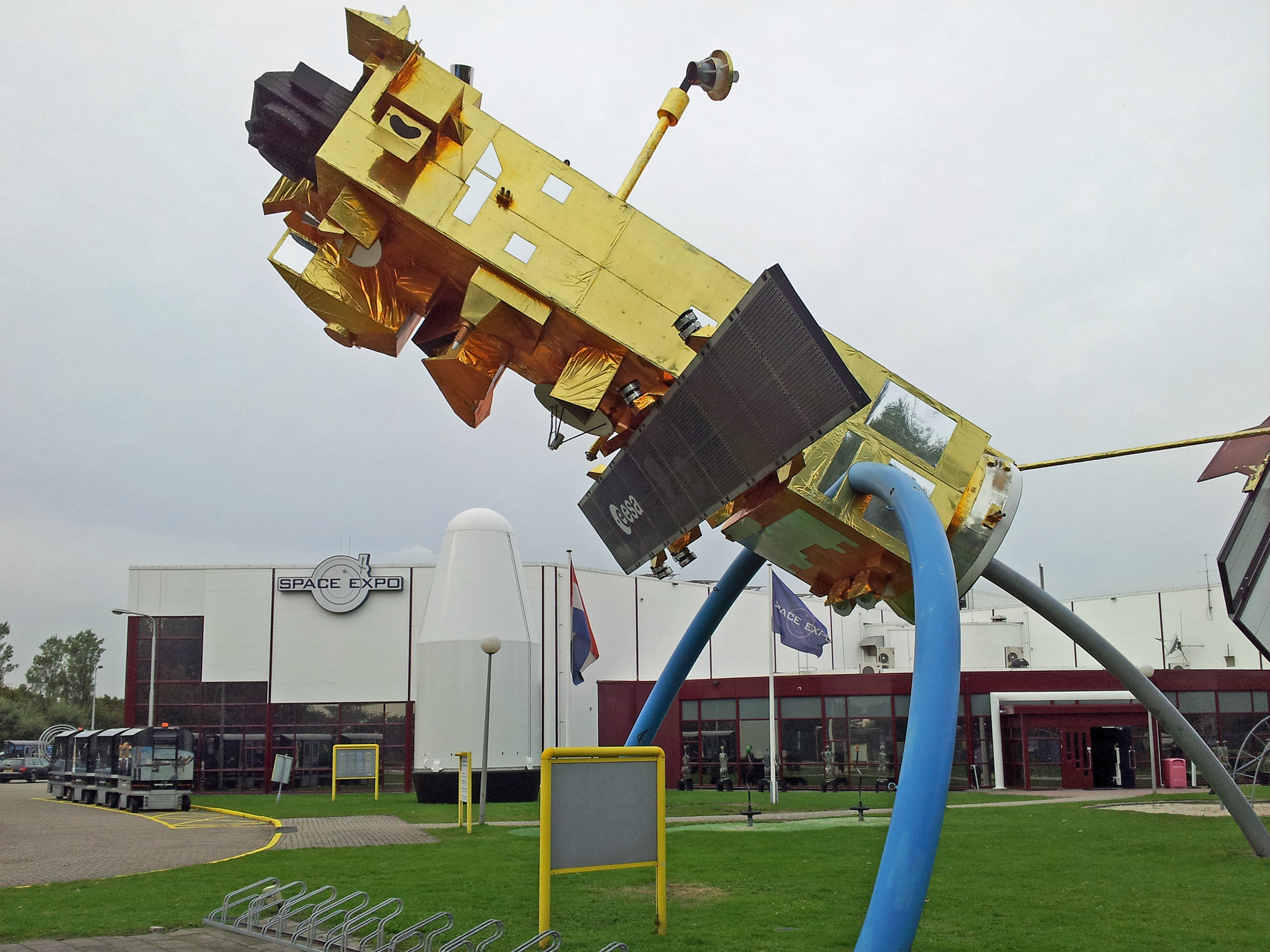
Space Expo in Noordwijk

Die Space Expo Noordwijk ist eine Ausstellung zum Thema Raumfahrt und das Besucherzentrum der Europäischen Weltraumorganisation (ESA) in Noordwijk (an der Stadtgrenze zu Katwijk) in den Niederlanden. Dort kann man den simulierten Start einer Ariane-Rakete miterleben. Gezeigt wird auch eine kugelförmige sowjetische Original-Landekapsel für die bemannte Raumfahrt.
Die Space Expo Noordwijk gibt Antworten auf Fragen wie: 
- Was sind die Effekte der Schwerkraft?
- Was ist ein Schwarzes Loch?
- Welche Aufgaben haben Satelliten?
- An welchen Weltraummissionen wird zurzeit gearbeitet?

Die Ausstellung befindet sich auf dem Gelände des Europäischen Weltraumforschungs- und Technologiezentrums und wurde 1990 von Königin Beatrix und Prinz Johan Friso eröffnet. 